# 서정리역
서정리역(西井里驛, Seojeongni station)은 경기도 평택시 서정동에 위치한 경부선의 철도역이다. 일부 무궁화호와 수도권 전철 1호선 모든 열차가 정차한다. 부역명은 국제대학(國際大學)으로, 인근에 국제대학교가 있다.

## 역사
- 1905년 1월 1일 : 영업 개시
- 1932년 12월 31일 : 역사 신축 준공
- 1971년 9월 10일 : 무연탄 화물 도착역으로 지정
- 1994년 1월 1일 : 소화물 취급 중지
- 2001년 6월 1일 : 특정통일호 승차권 발매 중단 및 경부선과 장항선을 운행하는 모든 통일호 열차 전산화 시행
- 2004년 1월 1일: 신 역사 준공
- 2005년 1월 20일 : 수도권 전철 1호선 개통
- 2009년 6월 1일 : 누리로열차 운행 개시
- 2010년 12월 30일 : 화물 취급 중지[2]
- 2019년 12월 30일 : 서울~신창간 누리로 다시 운행 중지
- 2020년 1월 13일 : 누리로 재운행 개시(서울~신창)
- 2020년 5월 23일 : 누리로 운행중지(서울~신창)
- 2024년 5월 1일 : ITX-새마을 운행 개시

## 운행 정보
1일 상행 2회, 하행 4회의 무궁화호가 정차한다. (주말 하행 3회) 무궁화호의 열차번호는 다음과 같다,
경부선: 1302, 1311
광주선: 1421
전라선: 1501, 1512, 1513
1일 하행 1회의 ITX-새마을가 정차한다. ITX-새마을 의 열차번호는 다음과 같다,
호남선: 1073

## 역 구조
4면 6선의 승강장이다. 현재 스크린도어가 설치되어 운영중이다. 출구는 4개이다.

### 승강장
| ↑송탄(1호선)/↑오산(경부선)      |
| ８７ \| ６５ \| ４３ \| ２１ \| |
| 평택지제(1호선)↓/평택(경부선)↓  |

| 1·2 | ● 수도권 전철 1호선 | 평택 · 천안 · 신창 방면                                            |
| 3   | 무궁화호            | 사용하지 않음                                                      |
| 4   | 무궁화호            | 대전 · 동대구 · 부산 · 익산 · 광주 · 목포 · 순천 · 여수엑스포 방면 |
| 5   | 무궁화호            | 수원 · 안양 · 영등포 · 용산 · 서울 방면                            |
| 6   | 무궁화호            | 사용하지 않음                                                      |
| 7·8 | ● 수도권 전철 1호선 | 오산 · 수원 · 구로 · 광운대 방면                                   |

## 승차량 변동

### 수도권 전철
| 노선   | 승차 인원 | 승차 인원 | 승차 인원 | 승차 인원 | 승차 인원 | 승차 인원 | 승차 인원 | 승차 인원 | 승차 인원 | 승차 인원 | 승차 인원 | 승차 인원 | 승차 인원 | 승차 인원 | 승차 인원 | 승차 인원 | 승차 인원 | 승차 인원 | 주 석 |
| 노선   | 2005년    | 2006년    | 2007년    | 2008년    | 2009년    | 2010년    | 2011년    | 2012년    | 2013년    | 2014년    | 2015년    | 2016년    | 2017년    | 2018년    | 2019년    | 2020년    | 2021년    | 2022년    | 주 석 |
| ------ | --------- | --------- | --------- | --------- | --------- | --------- | --------- | --------- | --------- | --------- | --------- | --------- | --------- | --------- | --------- | --------- | --------- | --------- | ----- |
| 경부선 | 3208      | 3727      | 4076      | 4465      | 4533      | 4664      | 4932      | 4965      | 5072      | 6149      | 5283      | 5348      | 5425      | 5309      | 5558      | 4848      | 5682      | 7209      | [ 4 ] |

### 일반열차
| 연도와 승하차 | 연도와 승하차 | 이용 인원 | 이용 인원 | 이용 인원 | 이용 인원 | 이용 인원 | 이용 인원 | 이용 인원 |
| 연도와 승하차 | 연도와 승하차 | KTX       | 산천      | 새마을    | 무궁화    | 누리      | 청춘      | 총계      |
| ------------- | ------------- | --------- | --------- | --------- | --------- | --------- | --------- | --------- |
| 2013년        | 승차          | 미정차    | 미정차    | 미정차    | 16860     | 79917     | 미정차    | 96777     |
| 2013년        | 하차          | 미정차    | 미정차    | 미정차    | 22181     | 63609     | 미정차    | 85790     |

## 역 주변
- 홈플러스 송탄점
- 송탄출장소
- 고덕국제신도시
- 서정리초등학교
- 중앙동 행정복지센터
- 고용노동부 평택지청

## 인접한 역
| 무궁화호                     | 무궁화호                          | 무궁화호                       |
| ---------------------------- | --------------------------------- | ------------------------------ |
| 오산 서울 방면 용산 방면     | 무궁화호 경부선 전라선            | 평택 대전 방면 여수엑스포 방면 |
| 수원 용산 방면               | 무궁화호 호남선                   | 평택 목포 방면                 |
| 새마을호                     |                                   |                                |
| 오산 용산 방면               | ITX-새마을 호남선                 | 평택 목포 방면                 |
| 광역전철 (경부선)            |                                   |                                |
| P162 송탄 광운대 방면        | ● 수도권 전철 1호선 경부선 완행   | P164 평택지제 신창 방면        |
| P160 오산 청량리 방면        | ● 수도권 전철 1호선 경부선 급행 A | P165 평택 신창 방면            |
| P160 오산 서울역 (지상) 방면 | ● 수도권 전철 1호선 경부선 급행 B | P165 평택 천안 방면            |